# Clifford Larsen
Clifford Larsen (* 1958 in New Orleans) ist Rechtswissenschaftler und hat eine Professur für Anglo-Amerikanisches Recht und Rechtsvergleichung an der Bucerius Law School in Hamburg inne. Von 2006 bis 2021 war Larsen Dekan des Master of Law & Business-Programms. 
Von 1976 bis 1980 studierte er internationale Beziehungen und Germanistik an der Tulane University, in Princeton und Hamburg, von 1981 bis 1984 Anglistik in Oxford. 1984–1986 folgte ein Besuch der Law School der University of Virginia. Im Anschluss war er als Rechtsanwalt in New York bei White & Case und Paris tätig.
Von 1993 bis 2006 lehrte Larsen an der Washington and Lee University, an der University of California und an der Tulane University. 2006 wurde er als „UBS Professor of Law“ an die Bucerius Law School berufen.
Clifford Larsen forscht schwerpunktmäßig zur Rechtsvergleichung, internationalen Schiedsgerichtsverfahren und zum internationalen Prozessrecht. Er ist als Rechtsanwalt in New York, Louisiana und in Frankreich zugelassen.